# Artes marciales en Nepal

Bandera de Nepal.

Las Artes marciales en Nepal se rigen por la Asociación Internacional de Artes Marciales (AIAM), que brinda capacitación a niños, adolescentes y adultos.

## Organización
La sección nepalí de la AIAM ha creado un entorno adecuado para los estudiantes que quieren aprender y desarrollar sus habilidades, y que están comprometidos con el aprendizaje de las artes marciales.

## Instalaciones deportivas
La sección nepalí de la AIAM tiene un dojo, una sala dedicada a la práctica de las artes marciales, y está especializada en la enseñanza de Karate Shotokan, con el Sensei Shanta Thokar, poseedor de un cinturón negro cuarto Dan. Una de las formas más antiguas del Karate-Do, es el Karate Shotokan, que fue creado por el Maestro Gichin Funakoshi.

## Etimología
Las artes marciales se han asociado durante mucho tiempo con el este de Asia, pero originalmente se referían a los sistemas de combate practicados en Europa a mediados del siglo XVI. La palabra "arte marcial" proviene del latín y significa: "El arte de Marte", el Dios de la guerra de la Antigua Roma.

## Artes marciales más populares en Nepal
Las artes marciales más populares en Nepal, incluyen la Lucha libre, el Boxeo, el Karate, el Taekwondo, los deportes de combate, y la defensa personal. Hay diferentes tipos de artes marciales que son practicadas por los ciudadanos nepalíes. El antiguo arte marcial chino del Kung-fu, es muy popular en Nepal entre los practicantes de las artes marciales. Algunas de las artes marciales más populares en Nepal incluyen el Karate, el Kung-fu, el Gurkha Kukri y el Judo, un arte marcial japonés creado por el Maestro Jigorō Kanō.

### Karate
El Karate se originó en Japón y se hizo popular en todo el Mundo debido a su fuerte enfoque en desarrollar el carácter de una persona y fortalecer la forma física mientras desarrolla la concentración mental. El Karate fue introducido en Nepal por el Sensei Shanta Thokar, un conocido instructor de Karate, originario de Nepal, que fue entrenado por los instructores de la Asociación Japonesa de Karate. El Sensei tiene mucha experiencia en el entrenamiento del Karate Shotokan, ha sido el maestro de varios estudiantes nepalíes, y fue el instructor en jefe de la Asociación de Karate Shotokan de Nepal (NSKA), durante más de 5 años. Entre los practicantes de Karate nepalíes, destacan Sita Kumari Rai y Bimala Tamang. Rai ganó la medalla de bronce en la modalidad de Karate femenino en los Juegos Asiáticos de 1994, y Tamang ganó el bronce en el modalidad individual femenina de Kata de Karate, en los Juegos Asiáticos de 2014 celebrados en Incheon, Corea del Sur.

### Kung-Fu
Aunque su tiene su origen en China, el Kung-fu es muy popular en Nepal, donde es practicado por un grupo de monjas budistas llamadas Kung Fu Nuns, que usan el arte marcial del Kung-fu, como un medio para luchar por los derechos de las niñas y empoderarlas.

### Gurkha Kukri
Los Gurkhas nepalíes son unos soldados de élite que forman parte de los ejércitos británico, indio y nepalí. Los Gurkhas nepalíes son famosos por su cuchillo Kukri de hoja grande, y por el uso que hacen de las artes marciales. Los funcionarios británicos admiraban a los Gurkhas nepalíes, porque estos mostraban una naturaleza belicosa y agresiva en la batalla. La técnica utilizada por estos soldados nepalíes, es parecida a la técnica de los cazadores de cabezas Dayak que se encuentran en la selva de Borneo. El cuchillo Kukri es capaz de decapitar a un enemigo de un solo golpe y también puede bloquear la daga de un enemigo. Debido a su diseño único se utiliza el Kukri para actuar en sincronía con una variedad de técnicas de artes marciales, como apuñalar al enemigo con la punta del cuchillo y cortar al rival con el filo cortante.

### Judo
El Judo en Nepal se rige por un órgano de gobierno llamado Asociación de Judo de Nepal (AJN), que formó en 1983. La asociación está registrada en el Consejo de Deportes de Nepal (CDN), la AJN era dirigida por su presidente y fundador Bishnu Gopal Shrestha. La federación está afiliada a la Unión de Judo de Asia (UJA), y a la Federación Internacional de Judo (FIJ). Entre los practicantes de Judo nepalíes, luchadores como: Mohan Bam, Ganga Bahadur Dangol, Rishiram Pradhan y Bir Bahadur Rana, ocupan un lugar destacado en la categoría masculina, seguidos por Phupu Lhamu Khatri y Devu Thapa en la categoría femenina.

### Taekwondo
La Asociación de Taekwondo de Nepal (NTA) es una federación deportiva internacional que rige el deporte del Taekwondo en Nepal, la NTA es miembro de Taekwondo Mundial, la Unión Asiática de Taekwondo y el Consejo Nacional de Deportes de Nepal. La NTA lidera la práctica del deporte de combate Taekwondo y promueve los valores y la herencia de este deporte coreano. El Taekwondo ha evolucionado mezclando los principios tradicionales con los modernos. Los valores reconocidos por sus practicantes son la fortaleza de este deporte, estos valores son: Superación personal, perseverancia, entrenar para desarrollar el carácter moral y la fuerza física, y mostrar respeto a sus compañeros. El deporte Taekwondo fue introducido en Nepal como una disciplina de artes marciales en 1983, por un grupo de practicantes de Taekwondo nepaleses liderados por el Sr. Deep Raj Gurung, Secretario General de la Asociación de Taekwondo de Nepal. El gobierno de Nepal pronto se dio cuenta de los beneficios de introducir el arte marcial del Taekwondo, para entrenar a las fuerzas de seguridad de la Policía de Nepal y el Ejército de Nepal. Posteriormente, el Taekwondo fue aceptado como una disciplina deportiva para cualquier ciudadano nepalés, ya sea militar o civil.